# Meerscheinschlössl

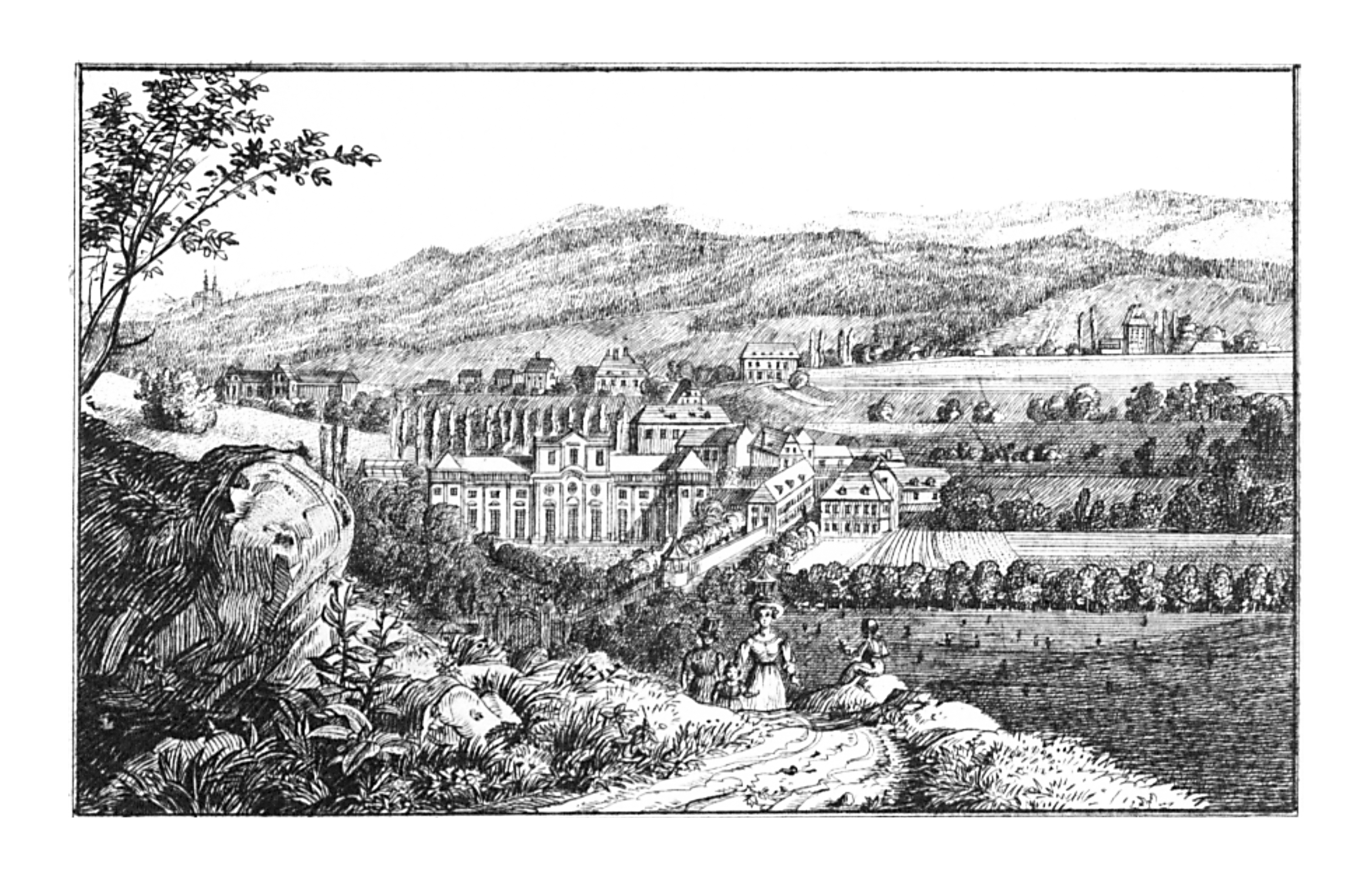
Schloss Windischagarten (Meerscheinschlössl) um 1830, Lith. Anstalt J.F. Kaiser, Graz

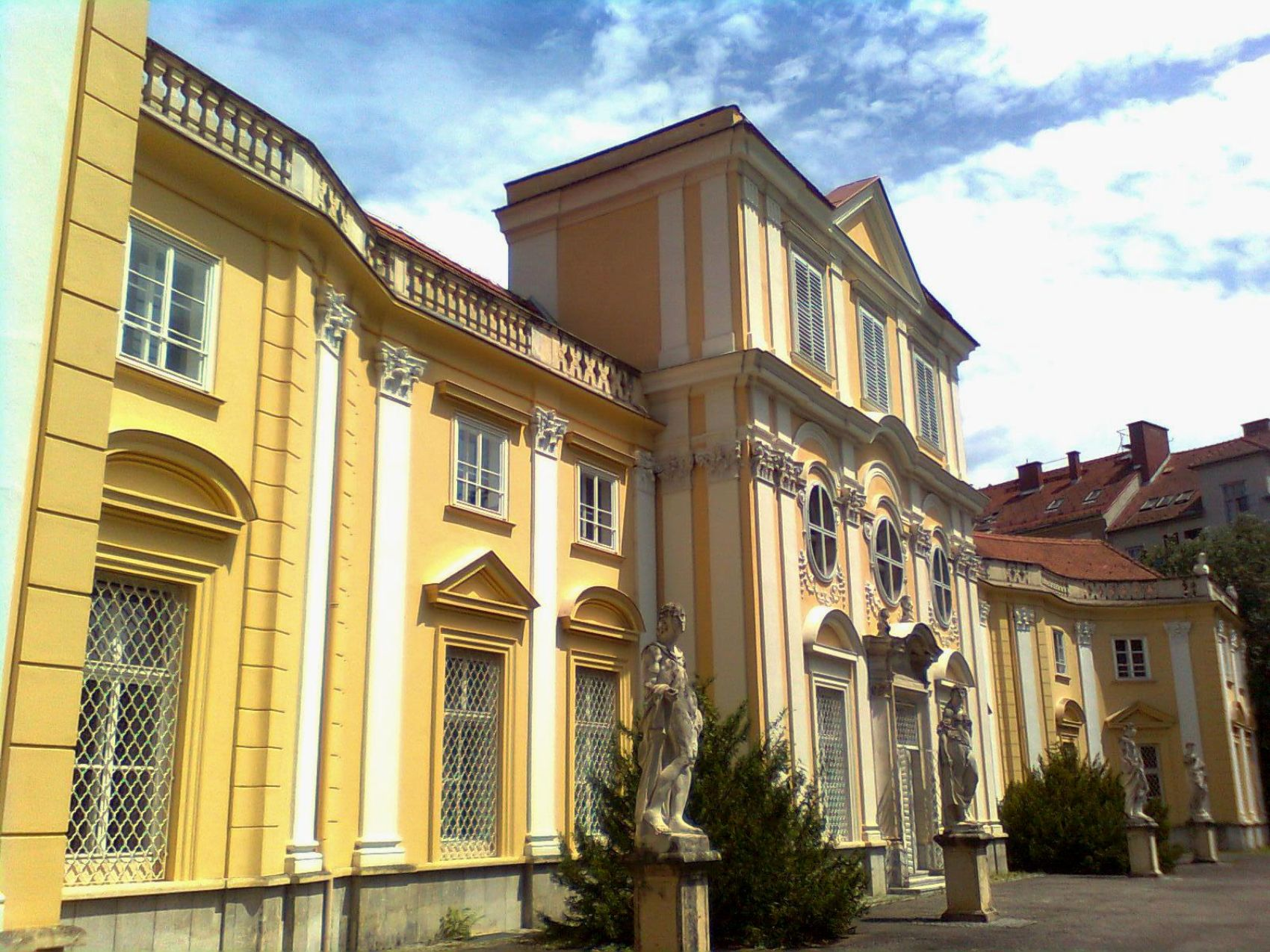
Ansicht Gartenfront von links

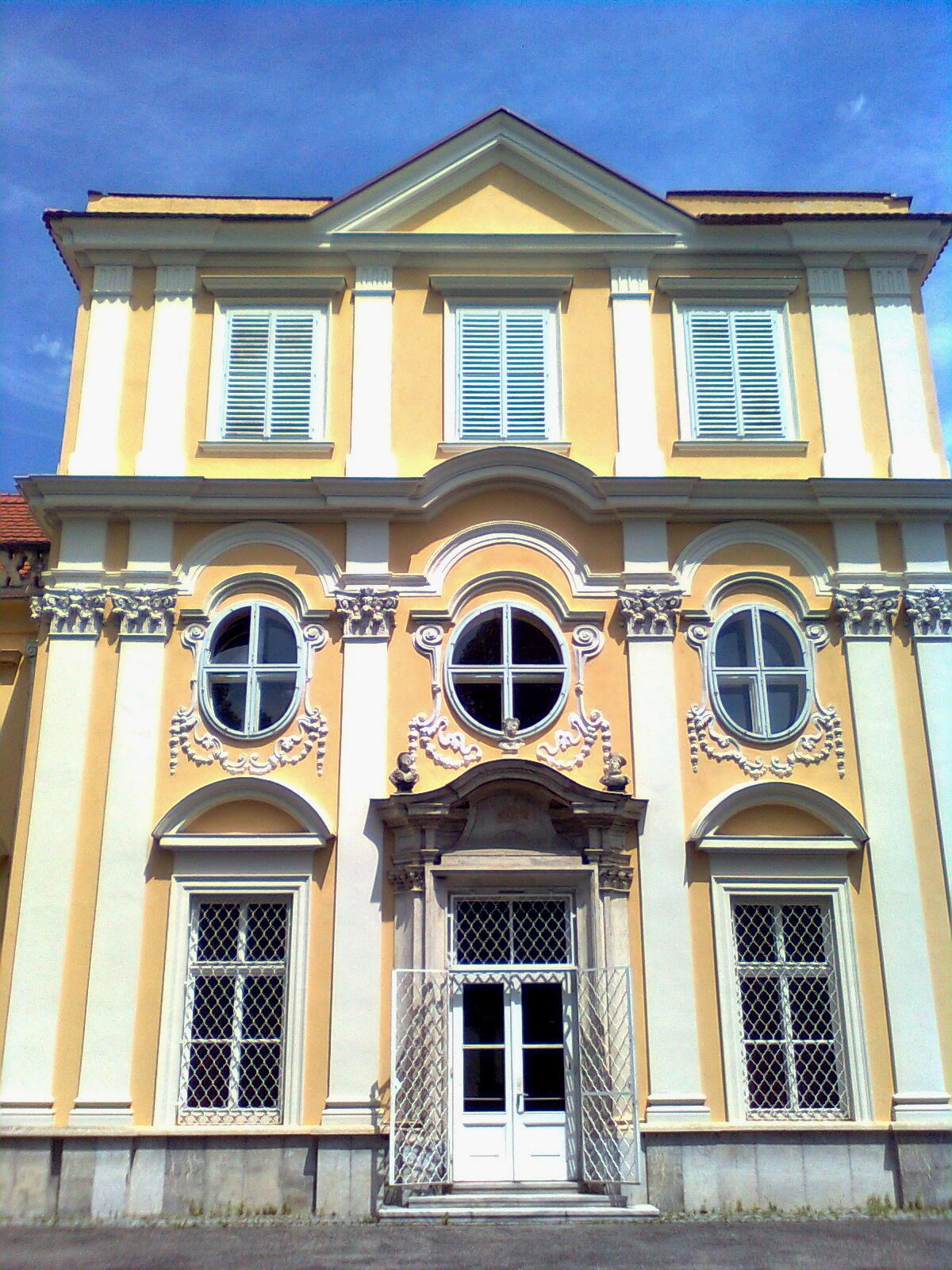
Ansicht Gartenfront von vorne

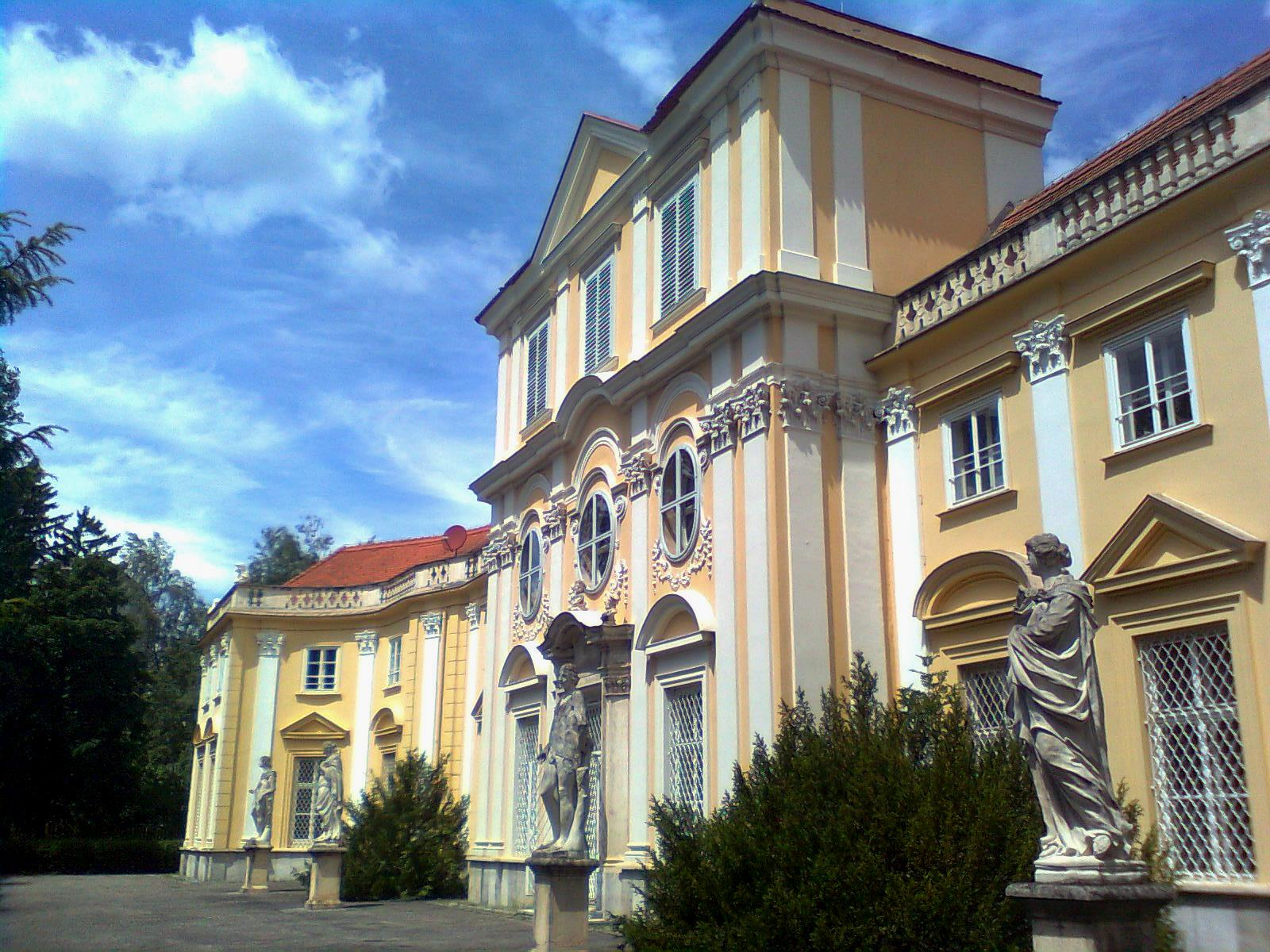
Ansicht Gartenfront von rechts

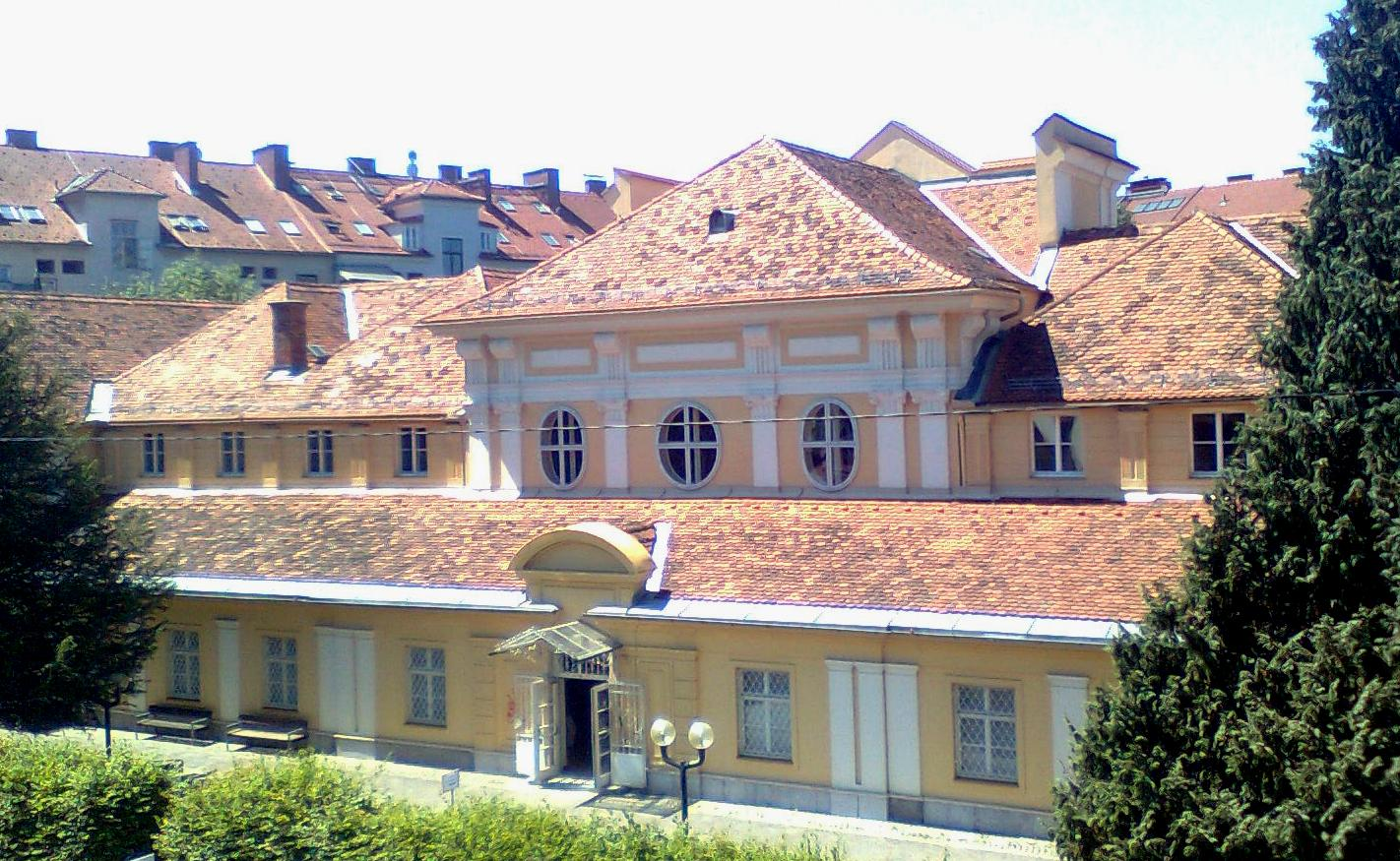
Front Richtung Mozartgasse

Das Meerscheinschlössl ist ein barockes Schloss in der Mozartgasse im dritten Grazer Stadtbezirk Geidorf.

## Geschichte
Um das Jahr 1580 wurde vom päpstlichen Nuntius Malaspina ein Vorgängerbau des Schlosses im Stil der Spätrenaissance als Sommersitz errichtet. Später befand sich der „Hof Rosenthal“ genannte Bau im Besitz von Georg Friedrich Graf Mersperg und war von Gärten umgeben. Es folgte ein Ausbau zum „Lustschloss“ in drei Abschnitten (1674, 1689/94 und 1706/08). Ab 1689 wurde als Eigentümer ein Balthasar Graf Wagensberg erwähnt, der das Meerscheinschlössl zwischen 1689 und 1694 nach den Plänen von Joachim Carlone umbauen ließ. Nur wenige Jahre später wurde die Anlage von Leopold von Stubenberg erworben (1706). Dieser ließ das Schloss unterkellern und die Außenfassade von Andreas Stengg gestalten. Ab 1750 waren Graf Adam Breuner und ab 1772 Thomas Graf Gundaker Wurmbrand-Stuppach die Eigentümer. 
Erst 1801 gelangte das Schloss an seinen heutigen Namensgeber: Johann Meerschein. Bis zum Krieg mit Frankreich 1809 führte er das außerhalb der Stadtmauer gelegene Schloss als Ausflugslokal. Während des Krieges wurde das Meerscheinschloss durch die Stationierung französischer Truppen stark beschädigt. Der Kaufmann Josef Schlosser, der das Meerscheinschlössl 1843 erwarb, ließ die Gärten parzellieren und als Baugrund verkaufen. Es folgten Adolf Ignaz Mautner (ab 1864) – das Schloss wurde damals als „Villa Mautner“ bezeichnet – und Leopold Schreiner (ab 1899) als Eigentümer nach. Schreiner richtete ein Sanatorium für Nervenkranke und Morphiumabhängige in den Räumlichkeiten ein, das 1913 geschlossen wurde. 
Ab dem Jahr 1914 gehörte das Meerscheinschlössl zum k.k. Unterrichtsministerium. Im Gebäude wurden einige Universitätsinstitute einquartiert. In den 1960er und 1970er Jahren sollte das Schloss abgerissen und an dessen Stelle ein Hochhaus errichtet werden. Die Pläne wurden jedoch verworfen. Zwischen 1977 und 1982 erfolgte eine umfangreiche Sanierung. Seither wird es von der Universität Graz für Veranstaltungen und Lehrveranstaltungen genutzt und beherbergt die Bibliothek für Südosteuropäische Geschichte.

## Architektur und Gestaltung
Der ursprüngliche H-förmige Grundriss umschloss einen Hof. Die heutige Straßenfront ist nicht mehr mit der originalen Fassadenseite identisch. Sie entstand in der Mitte des 19. Jahrhunderts durch einen pilastergegliederten Vorbau mit Pultdach. Die Gartenfront entstand vermutlich unter dem Einfluss der Werke von Johann Bernhard Fischer von Erlach und Johann Lucas von Hildebrandt. Sie wird von einem vorgezogenen Mitteltrakt dominiert, der durch ein Pseudogeschoß überhöht wird. Die Seitentrakte sind konkav eingeschwungen. 
Das Meerscheinschlössl war über eine Allee vom Paulustor aus zu erreichen. Die Fassade ist mit korinthischen Monumentalpilastern gegliedert. Das Zentrum des Schlosses besteht aus einem quadratischen, großen Saal, der von zwei kleineren quadratischen Räumen flankiert wird. Im großen Saal finden sich die einzigen in Graz erhaltenen josephinisch-klassizistischen Innenraumgestaltungen mit Stuckdekor. Die Fresken am Spiegelgewölbe stellen den Sieg der christlichen Religion über die heidnische Götterwelt sowie die vier Jahreszeiten dar. Vor der Gartenfront stehen vier Figuren, die ebenfalls die Jahreszeiten symbolisieren. Sie sind wahrscheinlich von Anton Kakon im ersten Viertel des 18. Jahrhunderts geschaffen worden. Die beiden Steinvasen stammen aus dieser Zeit. Die einst großzügig angelegte Gartenanlage ist nur mehr rudimentär erhalten.